# Cueva del Xorret
La cueva del Xorret (en valenciano, Chorrito) de Crevillente es una cueva ubicada en la sierra de Crevillente, provincia de Alicante (España). Es uno de los yacimientos arqueológicos más antiguos de la provincia y estuvo habitada por cazadores prehistóricos durante el paleolítico superior, hace unos 10.000 años. En la cueva se han encontrado cientos de sílex utilizados como utensilios de caza y herramientas de uso cotidiano.